# Alexander Alexandrowitsch Stepanow (Eishockeyspieler)
Alexander Alexandrowitsch Stepanow (russisch Александр Александрович Степанов; * 26. April 1979 in Moskau, Russische SFSR) ist ein ehemaliger russischer Eishockeyspieler und heutiger -trainer. Er spielte über viele Jahre für den HK Dynamo Moskau,  Ak Bars Kasan und Salawat Julajew Ufa in der Superliga respektive Kontinentalen Hockey-Liga. 

## Karriere
Alexander Stepanow begann seine Karriere als Eishockeyspieler beim HK Dynamo Moskau, für den er bis 2005 in der russischen Superliga aktiv war. Mit Dynamo wurde er 2000 und 2005 jeweils Russischer Meister. Anschließend wechselte der Angreifer zu deren Ligarivalen Ak Bars Kasan, mit dem er in den Spielzeiten 2005/06, 2008/09 und 2009/10 erneut Russischer Meister wurde und dabei 2009 und 2010 den Gagarin-Pokal gewann. Zudem gewann Stepanow mit seiner Mannschaft auf internationaler Ebene 2007 den IIHF European Champions Cup, als sich Kasan deutlich mit 6:0 gegen den finnischen Gegner HPK Hämeenlinna durchsetzte, sowie 2008 den IIHF Continental Cup, als die Russen mit drei Siegen in drei Spielen das Super Final souverän für sich entschieden.
Nach der Saison 2010/11 erhielt Stepanow keine Vertragsverlängerung vom Ak Bars. In der Folge bekam er mehrere Angebote anderer KHL-Clubs, unter anderem von Neftechimik Nischnekamsk. Letztlich entschied er sich Anfang September für einen Wechsel zu Sewerstal Tscherepowez.
Seit Mai 2012 steht er für zwei Jahre bei Salawat Julajew Ufa unter Vertrag und nahm mit Ufa unter anderem am Spengler Cup 2012 teil. Im Mai 2014 erhielt er eine Vertragsverlängerung bis zum Ende der Saison 2014/15.
In der Saison 2015/16 war er vereinslos, ehe er 2016 für den HK Witjas aufs Eis zurückkehrte.
In der Saison 2018/19 und 2020/21 war er Assistenztrainer beim HK Dynamo Moskau, anschließend Cheftrainer der Juniorenmannschaft MHK Krylja Sowetow Moskau aus der MHL. Seit 2023 ist er Cheftrainer von Bars Kasan aus der Wysschaja Hockey-Liga.

## Erfolge und Auszeichnungen
| - 2000 Russischer Meister mit dem HK Dynamo Moskau - 2005 Russischer Meister mit dem HK Dynamo Moskau - 2006 Russischer Meister mit Ak Bars Kasan - 2007 IIHF-European-Champions-Cup-Gewinn mit Ak Bars Kasan | - 2008 IIHF-Continental-Cup-Gewinn mit Ak Bars Kasan - 2009 Gagarin-Pokal-Gewinn mit Ak Bars Kasan - 2010 Gagarin-Pokal-Gewinn mit Ak Bars Kasan |

## KHL-Statistik
(Stand: Ende der Saison 2010/11)